# Novoly
Novoly település Romániában, Kolozs megyében.

## Fekvése
Nagysármástól nyugatra, Mocs és Csehtelke között fekvő település.

## Története
Novoly nevét 1320-ban említette először oklevél Noee néven.
1331-ben Nouay, 1332-ben Noe néven írták.
1332-ben Noe a Borsa nemzetségbeli Csonka László és fiai: Beke és Domokos birtoka volt, kiktől Károly Róbert király elkobozta azt, és Elefánti Dezső sebesvári várnagynak adta.
1332-ben már egyházas hely volt. A pápai tizedjegyzék adatai szerint papja ez évben 20 új báni pápai tizedet fizetett.
1432-1435-ben Lépes Lóránt (Váraskeszi), erdélyi alvajda, 1439-ben pedig Vizaknai Miklós erdélyi alvajda is többször keltezte itt oklevelét.
1587-ben  egy régi Kolozs vármegyei család, a Borsa nemzetségből származó :  Novaji Szentpáli János és Bánffy Anna fia Szentpáli János Kolozs vármegyei főispán volt.  
A 20. század elején Kolozs vármegye Nagysármási járásához tartozott.
1910-ben 745 lakosából 53 magyar, 691 román volt, melyből 91 római katolikus, 698 görögkatolikus, 32 református volt.
2002-ben 581 lakosából 521 román, 48 cigány, 12 magyar volt.